# Ditte Staun
Ditte Staun (født 19. juli 1976 i Estvad ved Skive) er cand.scient.pol. og medstifter og medejer af virksomheden Pro-vin ApS (www.pro-vins.dk). Hun er eksamineret projektleder (Project Excellence® Advanced) og har to bestyrelsesuddannelser med fokus på henholdsvis strategisk bestyrelsesarbejde (STRATEGIC BOARD ROOM™) og bestyrelsesledelse (CHAIRPERSON™). Hun har været medlem af kommunalbestyrelsen i Skive Kommune for de radikale i to valgperioder fra kommunalvalget 2009 til udgangen af 2017. Hun genopstillede ikke ved kommunalvalget i 2017. Hun har været kandidat for Folkebevægelsen mod EU ved Europa-Parlamentsvalg.

## Biografi
Ditte Staun er kandidat i statskundskab med speciale i international politik. Hun har arbejdet som politisk rådgiver for Nigel Farage, The Brexit Party (2001-2003) og været sekretariatsleder for kontoret for tidligere medlem af EU-parlamentet, Rina Ronja Kari, Folkebevægelsen mod EU (2018-2019). Ditte Staun har været landdistriktskonsulent i Landbo Limfjord (Salling Landboforening), konsulent ved Skiveegnens Erhvervs- og Turistcenter og udviklingskonsulent i Skive Kommune. Hun er bosat i Stoholm mellem Viborg og Skive.
Ditte Staun er medlem af Det Radikale Venstre og Radikalt EU-kritisk netværk. I april 2009 opstillede Skiveegnens Radikale Venstre hende som nummer et på partiets liste til byrådsvalget 17. november 2009. Ved byrådets konstituering i slutningen af 2009 blev hun valgt som formand for kommunens udvalg for erhverv, turisme, klima og energi for perioden 2010-2013. Hun var medinitiativtager til udvalget.
I perioden 2013-2017 var hun formand for Kultur- og Fritidsudvalget. I begge perioder var hun medlem af Økonomiudvalget ligesom hun bestred en række tillids- og bestyrelsesposter, herunder for Skive Geotermi A/S, Skiveegnens- Erhvervs- og Turistcenter, Museum Salling, Kultursamarbejdet i Midt- og Vestjylland, Netværk Limfjorden og Uddannelsesrådet i Skive.
Ditte Staun er medlem af Landsledelsen i og var fra 2001-2009 talsperson for Folkebevægelsen mod EU. Hun var kandidat ved EU-Parlamentsvalget i 1999 og igen 2004, hvor hun fik 7.514 personlige stemmer. I februar 2007, da Ole Krarup udtrådte af parlamentet og blev afløst af Søren Søndergaard, blev hun førstesuppleant til EU-Parlamentet. På Folkebevægelsens landsmøde i Roslev i oktober 2008 blev hun opstillet som én af tre spidskandidater til EU-parlamentsvalget i 2009.
Hun var medlem af landsledelsen i Folkebevægelsens Ungdom 1998-2000 og har deltaget i kampagnen for nej til EU-medlemskab i Malta og Slovenien, ligesom hun var aktiv i Irland i forbindelse med den tværpolitiske modstand mod Nice-traktaten.